# Jessica Anderson
Jessica Margaret Queale Anderson (25 de septiembre de 1916 – 9 de julio de 2010) fue una novelista y escritora de relatos cortos australiana. Ganó numerosos premios y sus obras fueron publicadas en varias partes del mundo. 

## Biografía
Anderson nació en Gayndah, Queensland, hija de una madre inglesa y un padre irlandés, pero creció en Brisbane. Dejó la escuela cuando tenía dieciséis años de edad y asistió a la Escuela Técnica de Arte de Brisbane durante un año, pero se mudó a Sídney cuando tenía dieciocho y decidió llevar una vida bohemia. Pasó la mayor parte de su vida en Sídney, aunque también vivió en Londres durante dos años y medio.
En una entrevista con Ellison, Anderson dijo que siempre había querido ser escritora o artista y que, cuando era niña, siempre escribía poesías y cuentos. También dijo que pensó en estudiar arquitectura pero le pareció algo imposible de lograr para una mujer de Brisbane de su edad.
Su familia era muy activa políticamente e influenció a Anderson, quien se unió al Partido Obrero de Australia en 1976.
Anderson se divorció dos veces; su primer esposo fue el artista Ross McGill. Tuvo una hija, la guionista de cine y televisión Laura Jones.

## Carrera
Comenzó a escribir novelas cuando tenía alrededor de cuarenta años de edad, pero ya había escrito varios cuentos y obras de teatro anteriormente. La mayoría de sus primeras obras fueron publicadas con seudónimos. En entrevistas con Ellison y Baker, dijo que recibía más negativas a medida que sus obras iban mejorando, por lo que abandonó la "fórmula". Su primera obra se publicó a principios de la década de 1960. Desde entonces, publicó varias novelas y sus relatos cortos han aparecido en revistas tales como The Bulletin, Meanjin y Heat.

## Premios y nominaciones
- 1978: Premio Miles Franklin por Tirra Lirra by the River
- 1978: Premio Literario de la Asociación de Australianos Nativos por Tirra Lirra by the River[5]
- 1980: Premio Miles Franklin por The Impersonators
- 1981: New South Wales Premier's Literary Awards, Premio a la Ficción Christina Stead por The Impersonators
- 1987: The Age Book of the Year por Stories from the Warm Zone and Sydney Stories

## Obras

### Novelas
- An Ordinary Lunacy (1963)
- The Last Man's Head (1970)
- The Commandant (1975)
- Tirra Lirra By the River (1978)
- The Impersonators (1980)
- Taking Shelter (1989)
- One of the Wattle Birds (1994)

### Antologías de relatos cortos
- Stories from the Warm Zone and Sydney Stories (1987)

## Lectura complementaria
- Anderson, Jessica (2003) "Starting Too Late" en Meanjin Vol. 61 n.º 2, pp. 209-216.
- Barry, Elaine (1992) Fabricating the Self: The Fictions of Jessica Anderson, St Lucia: UQP.
- Bird, Delys (1980) "Review of Tirra Lirra by the River by Jessica Anderson" en Westerly n.º 25, pp. 78-80.
- Blair, Ruth (1987) "Jessica Anderson's Mysteries" en Island Magazine n.º 31, pp. 10-15.
- Haynes, Roslyn (1986) "Art as Reflection in Jessica Anderson's Tirra Lirra by the River" en Australian Literary Studies n.º 12, pp. 316-23.
- Quigley, Marion (1995) Homesick: Women's Entrapment within the Father's House: A Comparative Study of the fiction of Helen Garner, Beverley Farmer, Jessica Anderson and Elizabeth Harrower PhD Thesis. Monash University.
- Sykes, Alrene (1986) "Jessica Anderson: Arrivals and Places" en Southerly Vol 46 n.º 1 pp. 57-71.